# Бяла чайка
Бяла чайка (Pagophila eburnea) е вид птица от семейство Laridae, единствен представител на род Pagophila. Видът е почти застрашен от изчезване.

## Разпространение и местообитание
Разпространен е в Гренландия, Канада, Русия, САЩ и Свалбард и Ян Майен.